# Mid-year Internationals 2007
Die Mid-year Internationals 2007 (auch als Summer Tests 2007 bezeichnet) waren eine vom 19. Mai bis zum 16. Juni 2007 stattfindende Serie von internationalen Rugby-Union-Spielen zwischen Mannschaften der ersten und zweiten Stärkeklasse. Sie dienten auch als Vorbereitung auf die Weltmeisterschaft 2007.
Im Rahmen kurzer Touren traten europäische Mannschaften in mehreren Serien gegen Teams der Südhemisphäre an und trugen dabei je zwei Test Matches aus: England gegen Südafrika, Wales gegen Australien, Irland gegen Argentinien und Frankreich gegen Neuseeland.

## Ergebnisse

### Woche 1
| 19. Mai 2007 13:00 MESZ | Tunesien                                             | 10 : 33        | Barbarians                                                          | Stade El Menzah, Tunis Zuschauer: 5.500 Schiedsrichter: Dave Pearson (England) |
| 19. Mai 2007 13:00 MESZ | Versuche: k. A. Erhöhungen: k. A. Straftritte: k. A. | (0:21) Bericht | Versuche: Davies Hodge Howe (2) R. Williams Erhöhungen: Macleod (4) | Stade El Menzah, Tunis Zuschauer: 5.500 Schiedsrichter: Dave Pearson (England) |

### Woche 2
| 23. Mai 2007 13:00 MESZ | Spanien                                                 | 26 : 52         | Barbarians                                                                            | Estadio Manuel Martínez Valero, Elche Zuschauer: 4.600 Schiedsrichter: Dave Pearson (England) |
| 23. Mai 2007 13:00 MESZ | Versuche: Criado Sempere Erhöhungen: Olivares Roqué (4) | (19:40) Bericht | Versuche: Cornwell Moffat L. Robinson (3) R. Williams (2) Erhöhungen: N. Robinson (6) | Estadio Manuel Martínez Valero, Elche Zuschauer: 4.600 Schiedsrichter: Dave Pearson (England) |

| 26. Mai 2007 15:00 SAST | Südafrika | 58 : 10        | England                                                                                  | Free State Stadium, Bloemfontein Zuschauer: 36.500 Schiedsrichter: Steve Walsh (Neuseeland) |
| 26. Mai 2007 15:00 SAST | Versuche: Willemse 24. erh. Habana (2) 25. erh., 75. erh. de Villiers 38. erh. Burger 70. erh. Steyn 73. erh. van der Linde 78. erh. Erhöhungen: Montgomery (7/7) Straftritte: Montgomery (3) 2., 16., 35. | (30:3) Bericht | Versuche: Simpson-Daniel 62. erh. Erhöhungen: Wilkinson (1/1) Straftritte: Wilkinson 29. | Free State Stadium, Bloemfontein Zuschauer: 36.500 Schiedsrichter: Steve Walsh (Neuseeland) |

| 26. Mai 2007 16:10 AST | Argentinien                                                                               | 22 : 20        | Irland                                                                           | Estadio B. G. Estanislao López, Santa Fe Zuschauer: 26.000 Schiedsrichter: Lyndon Bray (Neuseeland) |
| 26. Mai 2007 16:10 AST | Versuche: Senillosa Erhöhungen: Contepomi Straftritte: Contepomi (4) Dropgoals: Contepomi | (6:10) Bericht | Versuche: Carney Strafversuch Erhöhungen: Wallace (2) Straftritte: Wallace Duffy | Estadio B. G. Estanislao López, Santa Fe Zuschauer: 26.000 Schiedsrichter: Lyndon Bray (Neuseeland) |

| 26. Mai 2007 20:00 AEST | Australien | 29 : 23         | Wales | Telstra Stadium, Sydney Zuschauer: 40.872 Schiedsrichter: Jonathan Kaplan (Südafrika) |
| 26. Mai 2007 20:00 AEST | Versuche: Palu 23. n.erh. Sharpe 31. erh. Giteau 53. erh. Hoiles 80. erh. Erhöhungen: Mortlock (3/4) Straftritte: Mortlock (1/1) 61. | (12:17) Bericht | Versuche: Thomas 1. erh. Robinson 14. erh. Erhöhungen: Hook (2/2) Straftritte: Hook (2/2) 19., 51. Dropgoals: Hook (1/1) 72. | Telstra Stadium, Sydney Zuschauer: 40.872 Schiedsrichter: Jonathan Kaplan (Südafrika) |

### Woche 3
| 2. Juni 2007 15:00 SAST | Südafrika | 55 : 22         | England                                                                         | Loftus Versfeld Stadium, Pretoria Zuschauer: 47.659 Schiedsrichter: Joël Jutge (Frankreich) |
| 2. Juni 2007 15:00 SAST | Versuche: Januarie 22. erh. Burger 30. erh. Botha 43. n.erh. Spies (2) 52. n.erh., 77. erh. Habana (2) 54. erh., 75. erh. Montgomery 65. erh. Erhöhungen: Montgomery (5) James Straftritte: Montgomery | (17:19) Bericht | Versuche: Scarborough 40. erh. Erhöhungen: Wilkinson Straftritte: Wilkinson (5) | Loftus Versfeld Stadium, Pretoria Zuschauer: 47.659 Schiedsrichter: Joël Jutge (Frankreich) |

| 2. Juni 2007 15:00 UYST | Uruguay                      | 5 : 29        | Italien | Estadio Gran Parque Central, Montevideo Schiedsrichter: Rob Debney (England) |
| 2. Juni 2007 15:00 UYST | Versuche: Arocena 77. n.erh. | (0:8) Bericht | Versuche: Pratichetti (3) 40. n.erh., 42. erh., 45. erh. Agüero 80. erh. Erhöhungen: Burton (3) Straftritte: Burton 12. | Estadio Gran Parque Central, Montevideo Schiedsrichter: Rob Debney (England) |

| 2. Juni 2007 16:10 AST | Argentinien                                                               | 16 : 0         | Irland | Estadio José Amalfitani, Buenos Aires Zuschauer: 40.000 Schiedsrichter: Kelvin Deaker (Neuseeland) |
| 2. Juni 2007 16:10 AST | Versuche: M. Contepomi Erhöhungen: Todeschini Straftritte: Todeschini (3) | (16:0) Bericht |        | Estadio José Amalfitani, Buenos Aires Zuschauer: 40.000 Schiedsrichter: Kelvin Deaker (Neuseeland) |

| 2. Juni 2007 19:35 NZST | Neuseeland | 42 : 11        | Frankreich                            | Eden Park, Auckland Zuschauer: 41.500 Schiedsrichter: Stuart Dickinson (Australien) |
| 2. Juni 2007 19:35 NZST | Versuche: Mauger (2) Sivivatu (2) So’oialo Erhöhungen: Carter Weepu Evans (2) Straftritte: Carter Weepu Evans | (20:3) Bericht | Versuche: Coux Straftritte: Boyet (2) | Eden Park, Auckland Zuschauer: 41.500 Schiedsrichter: Stuart Dickinson (Australien) |

| 2. Juni 2007 20:00 AEST | Australien                                                                         | 31 : 0        | Wales | Suncorp Stadium, Brisbane Zuschauer: 41.622 Schiedsrichter: Paul Honiss (Neuseeland) |
| 2. Juni 2007 20:00 AEST | Versuche: Ioane Mitchell Huxley Erhöhungen: Mortlock (2) Straftritte: Mortlock (4) | (6:0) Bericht |       | Suncorp Stadium, Brisbane Zuschauer: 41.622 Schiedsrichter: Paul Honiss (Neuseeland) |

### Woche 4
| 9. Juni 2007 14:00 AST | Argentinien                                                                                                   | 24 : 6         | Italien                              | Estadio Malvinas Argentinas, Mendoza Zuschauer: 25.000 Schiedsrichter: Lyndon Bray (Neuseeland) |
| 9. Juni 2007 14:00 AST | Versuche: Leonelli 25. n.erh. Serra 31. erh. Erhöhungen: Serra (1/2) Straftritte: Serra (4) 2., 40., 47., 68. | (18:3) Bericht | Straftritte: Bortolussi (2) 36., 43. | Estadio Malvinas Argentinas, Mendoza Zuschauer: 25.000 Schiedsrichter: Lyndon Bray (Neuseeland) |

| 9. Juni 2007 15:00 SAST | Südafrika | 35 : 8         | Samoa                                                     | Ellis Park Stadium, Johannesburg Zuschauer: 32.000 Schiedsrichter: Malcolm Changleng (Schottland) |
| 9. Juni 2007 15:00 SAST | Versuche: Smit 20. erh. Pietersen 24. n.erh. Steyn 33. n.erh. Wannenburg 59. n.erh. Montgomery 64. erh. Erhöhungen: Hougaard Montgomery Straftritte: Hougaard (2) 10., 14. | (23:3) Bericht | Versuche: Tuilagi 78. n.erh. Straftritte: G. Williams 12. | Ellis Park Stadium, Johannesburg Zuschauer: 32.000 Schiedsrichter: Malcolm Changleng (Schottland) |

| 9. Juni 2007 18:00 AWST | Australien | 49 : 0         | Fidschi | Subiaco Oval, Perth Zuschauer: 20.018 Schiedsrichter: Bryce Lawrence (Neuseeland) |
| 9. Juni 2007 18:00 AWST | Versuche: Staniforth (2) 6. erh., 39. n.erh. Huxley 16. n.erh. Tuqiri (2) 27. n.erh., 34. n.erh. Larkham 46. erh. Norton-Knight 56. n.erh. Ashley-Cooper 67. erh. Erhöhungen: Huxley (3) Straftritte: Huxley 14. | (30:0) Bericht |         | Subiaco Oval, Perth Zuschauer: 20.018 Schiedsrichter: Bryce Lawrence (Neuseeland) |

| 9. Juni 2007 19:35 NZST | Neuseeland | 61 : 10        | Frankreich                                                   | Westpac Stadium, Wellington Zuschauer: 36.309 Schiedsrichter: Craig Joubert (Südafrika) |
| 9. Juni 2007 19:35 NZST | Versuche: Oliver Kelleher Rokocoko (2) MacDonald Toeava Collins Mealamu Evans Erhöhungen: McAlister (5) Straftritte: McAlister (2) 14., 22. | (30:3) Bericht | Versuche: Laharrague Erhöhungen: Boyet Straftritte: Boyet 4. | Westpac Stadium, Wellington Zuschauer: 36.309 Schiedsrichter: Craig Joubert (Südafrika) |

### Woche 5
| 16. Juni 2007 19:35 NZST | Neuseeland | 64 : 13         | Kanada                                                                   | Waikato Stadium, Hamilton Zuschauer: 25.000 Schiedsrichter: Christophe Berdos (Frankreich) |
| 16. Juni 2007 19:35 NZST | Versuche: Sivivatu 4. erh. McAlister 13. n.erh. Schwalger 26. erh. Hore 40. erh. Carter (3) 42. erh., 53. n.erh., 63. n.erh. Masoe 47. erh. Howlett 68. erh. Gear 78. erh. Erhöhungen: Carter (7/10) | (26:13) Bericht | Versuche: Pyke 22. erh. Erhöhungen: Pritchard Straftritte: Pritchard 15. | Waikato Stadium, Hamilton Zuschauer: 25.000 Schiedsrichter: Christophe Berdos (Frankreich) |